# Walter Moss
Walter Moss is een plaats in het Argentijnse bestuurlijke gebied San Salvador in de provincie Entre Ríos. De plaats telt 247 inwoners.